# Uperoleia mjobergii
Uperoleia mjobergii es una especie  de anfibios de la familia Myobatrachidae.

## Distribución geográfica
Se encuentra en el nordeste de Australia Occidental.